# Lluís M. Pomar i Pomar
Lluís Maria Pomar i Pomar (Palma, Mallorca, 1917 - 2009) va ser un veterinari i escriptor mallorquí. Va ser membre de Joventut Escolar. Estudià veterinària a Madrid. Mentre era cap de l'Àrea de Salut Pública de l'Ajuntament de Palma, va redactar la primera ordenança de convivència d'animals domèstics en una societat urbana. Ha estat fundador el 1963 de l'Associació de Veterinaris Espanyols Especialistes en Petits Animals (AVEPA) i creador de l'Institut Provincial de Biologia Animal de Balears. També ha fet de tertulià a la COPE i a la Cadena SER, i ha escrit articles al Diari de Mallorca i a El Mundo a les Illes Balears. El 2008 va obtenir el Premi Ramon Llull.
1. ↑  Graña Zapata, Isabel. Els poetes de l'Escola Mallorquina i l'Associació per la Cultura de Mallorca.  Barcelona: Publicacions de l'Abadia de Montserrat, 2007, p. 308. ISBN 978-84-8415-970-4.
2. ↑  «El Govern de les Illes Balears lamenta la mort del manescal Lluís M. Pomar i Pomar».  Govern de les Illes Balears. [Consulta: 25 agost 2018].